# Ponera lobulifera
Ponera lobulifera (лат.) — ископаемый вид муравьёв из подсемейства Ponerinae (Formicidae). Название происходит от латинского слова lobulifera (мелкая доля).

## Описание
Обнаружен в нижнеэоценовом балтийском янтаре (Россия, Priabonian, 37,2—33,9 млн лет), голотип GZG.BST.03872 (G2940) хранится в коллекции Geowissenschaftlicher Zentrum der Georg-August-Universität (Göttingen, Германия). Длина тела самцов около 3,25 до 3,75 мм. Голова расширена кпереди, отчётливо длиннее своей ширины. Усики 12-члениковые. Длина груди от 1,3 до 1,4 мм, длина переднего крыла около 3 мм. Петиоль в профиль с закругленной вершиной, с высокой и толстая чешуйкой; вентральная сторона петиоля спереди с небольшой округлой долей, которая легко заметна в профиль. Сужение между первым и второй брюшным сегментом отчётливое.